# Solängen, Mölndal
Solängen är en stadsdel i nordöstra delen av kommundelen Västra Mölndal (motsvarande Fässbergs distrikt) i Västra Götalands län. Området i centrala Mölndal avgränsas av Frejagatan i norr, Bifrostgatan i väster och Frölundagatan i söder.

## Historia
Åby Frälsegård inköptes år 1907 av Martin Johansson, som år 1915 avsöndrade lägenheten Solängen från delar av Åby Kronogården. Lägenheten var belägen väster om Frölundagatan. År 1917 återfinns namnet Heden, som namn på ett område avsöndrat från Åby Kronogården och Åby Mellangården. Lägenheterna styckades upp i tomter, vilka såldes.
Namnet Solängen myntades av Martin Johansson. Under åren 1916–1927 förekom lägenhetsnamnen Heden och Solängen i Fässbergs församlings fastighetslängd, men Heden kom att ersättas med Solängen.
Området började bebyggas omkring år 1913. I november 1914 flyttade familjen Olof Johansson från Göteborg till Åby Nordgård. Adressen ändrades senare till Heden 7 (nuvarande Solhemsgatan 22). De första säkert belagda inflyttningarna skedde till Solhemsgatan år 1915. Under de följande åren skedde inflyttningar till Österängsgatan, Mellanängsgatan och Västerängsgatan. Flest hus uppfördes under åren 1920–1922.
På var sin sida om Frölundagatan låg två fattiga ställen, Kakelösa och Brölösa, där invånarna ofta saknade brödkakor. Kakelösa låg mellan mynningarna av nuvarande Västerängsgatan och Lammevallsgatan.
Området låg i begynnelsen på slättland och tomterna var stora. År 1924 anlades två trädgårdsmästerier – Mölndals Plantskola på Åbygatan och Svanlinds Handelsgård på Frejagatan.

### 1950- och 1960-talen
Området kring Videbogatan, som tillhört Åby Mellangård, förvärvades av Papyrus, vars tjänstemän köpte tomter och byggde villor där under slutet av 1950-talet och början av 1960-talet. Då bebyggdes Lammevallsgatan, Kakelösagatan, Flygelgatan och Ständergatan. Radhusen vid Lammevallsgatan var inflyttningsklara under perioden december 1958 till februari 1959.